# Pouchov
Pouchov – część miasta ustawowego Hradec Králové. Znajduje się w północnej części miasta.